# 莱蒙德·奥曼
莱蒙德·奥曼（德語：Raimond Aumann，1963年10月12日—）是一名德国前足球运动员，曾效力于拜仁慕尼黑及贝西克塔斯，司职守门员。其绰号为“巴鲁（Balu）”，源自小说《叢林奇譚》中的角色巴鲁熊。
奥曼于1982年至1994年在德国足球甲级联赛作赛，其中前两年是作为让-马里·普法夫的替补充当拜仁慕尼黑的第二门将。他于1984年开始进入球队首发名单，却在1984年遭受伤病困扰。当普法夫于1988年离开拜仁后，奥曼终于成为队内的头号守门员。他在当时被认为是德国最优秀的守门员之一，共随拜仁夺得6次德国足球冠军及2次德国杯冠军，并担当球队队长。1994年，当奥利弗·卡恩加盟拜仁后，奥曼转投土耳其球队贝西克塔斯，并帮助球队夺得1995年的土耳其足球超级联赛冠军。1995年11月，奥曼正式宣布退役。
奥曼在1989年至1990年期间曾4度代表德国国家足球队出场，他也是德国队夺得1990年世界杯足球赛的冠军成员之一，尽管他在这项赛事中没有获得出场机会。
退役后的奥曼目前仍在拜仁慕尼黑任职，主要负责处理球员关系。